# Contea di Hughes (Dakota del Sud)
La contea di Hughes (in inglese Hughes County) è una contea dello Stato del Dakota del Sud, negli Stati Uniti. La popolazione al censimento del 2000 era di 16 481 abitanti. Il capoluogo di contea è Pierre.